# Edmund I av England
Edmund I, född 921, död 26 maj 946, var kung av England från 939 till sin död.

## Biografi
Edmund I var son till Edward den äldre och Athelstans halvbror.
Athelstan dog 27 oktober 939 varvid Edmund efterträdde honom som Englands kung. Kort efter utnämningen stod han inför många militära hot. Kung Olaf I av Dublin hade erövrat Northumbria och invaderade Midlands. När Olaf dog 942 återerövrade Edmund Midlands. 943 blev han gudfar till kung Olaf av York. Edmund återerövrade Northumbria följande år, 944. Samma år förlorade Olaf av York sin tron och begav sig till Dublin på Irland, där han blev kung som Olaf Cuaran och fortsatte att vara sin gudfars allierade. 945 erövrade Edmund Strathclyde men lämnade rättigheterna till området till kung Malcolm I av Skottland i utbyte mot ett fördrag om ömsesidigt militärt stöd och etablerade därmed säkra gränser och fredliga relationer med Skottland. Under hans regeringstid återupplivades klostren i England.
Edmund mördades 946 av Leofa, en landsförvisad tjuv, på en mässa för att hedra Sankt Augustinus. Motivet var troligtvis politiskt. Men William av Malmesbury har senare romantiserat händelsen och hävdat att Edmund hade anfallit Leofa först. Edmund efterträddes av brodern Edred.

## Söner
Edmunds söner styrde senare England som;
- Edwy av England, kung från 955 till 957, kung över endast Wessex och Kent från 957 till sin död 1 oktober 959.
- Edgar av England, kung över endast Mercia och Northumbria från 957 till broderns död 959, sedan kung av England 959–975.